# Muévete (canción de Estados alterados)
«Muevete» es el primer sencillo de la banda colombiana Estados Alterados de Medellín, lanzado como sencillo en octubre del año de 1989 en emisoras de género comercial de Colombia y prensada como sencillo EP en vinilo de 12" con "El velo" en Lado B por Sonolux en 1990 más adelante serían incluidas en el álbum Estados Alterados de 1990, también de Sonolux, alcanzando a ser parte del conteo de los 20 Superéxitos de 88.9, la emisora número uno de Colombia en ese momento. Sólo dos canciones de bandas de Medellín hicieron parte de dicho conteo en el año 1990: Muévete de Estados Alterados y "Cuando Vuelvas" de The Loop.
El vídeo de la canción fue el primero de la banda, realizado bajo un concepto minimalista (fondo blanco, ropa negra) en el cual aparecen solo Elvis (vocalista) y Tato (teclista) como músicos de la banda. "Muévete" es famosa por su pegajoso riff de teclado que semeja mucho a la música de Depeche Mode. La canción ha sido cover de las bandas colombianas Sexy Lucy, versión que contaba con la participación de Elvis en la parte vocal, y de Info, en versión rock industrial. Estados Alterados cerró con esta canción el set interpretado en Rock al Parque del 2005. Para el recopilatorio de 1996 las dos canciones debieron rehacerse con algunas modificaciones y remasterización debido al cambio de sello disquero.
Al pasar los años la canción ha sido incluida en varias listas de medios especializados en Colombia y Latinoamérica siendo destacada junto con "El Velo" como un clásico del Rock Latino y los dos temas más reconocibles de la agrupación antioqueña a nivel internacional.

## Listado de canciones
| Vinilo 12 |           |          |  |
| N.º       | Título    | Duración |  |
| 1.        | «Muévete» | 3:37     |  |
| 2.        | «El Velo» | 4:47     |  |

## Posicionamientos
| Publicación            | Lista                                                        | Año  | Puesto |
| ---------------------- | ------------------------------------------------------------ | ---- | ------ |
| Subterranica           | Las 100 mejores canciones en la historia del rock Colombiano | 2011 | 20°    |
| Autopista Rock         | Las 50 Canciones más grandes del rock Colombiano             | 2014 | 4°     |
| Rolling Stone Colombia | 50 grandes canciones colombianas                             | 2014 | 5°     |